# Paradigm (retorik)
Paradigm, från latinets paradigma, exempel; mönster (Grekiska, paradeigma; παραδειγμα) är inom den klassiska retoriken ett argument som grundar sig i ett specifikt exempel.
Till skillnad från entymem, där man drar en slutsats utifrån generella principer, utgår ett paradigmatiskt resonemang från det enskilda fenomenet för att stödja en större slutsats. Dess tankegång har en del gemensamt med induktion (filosofi), en likhet som redan Aristoteles påpekade. 
Exempelargumentet måste inte likna saken som det används i argumentation för. Quintilianus menade att ett paradigm kan fungera på fem olika sätt. Exemplet kan 1) likna det man talar om, 2) vara mer omfattande än det man talar om, 3) mindre omfattande än det man talar om, 4) olikt det man talar om eller 5) motsatt det man talar om. Om man förslagsvis saknar positiva förebilder för att argumentera för omtanke för miljön, kan man hänvisa till en person som agerat lite miljövänligt, alternativt avråda från ett exemplifierat miljöfarligt beteende.

## Olika källor till paradigm
Quintilianus definierade fyra olika källor att använda sig av när man använder sig av paradigmer: historiska paradigm, poetiska paradigm, ordspråk eller talesätt och liknelser.
Historiska paradigm är verkliga händelser som kan tjäna till att styrka den poäng som argumenteras. Det bör understrykas att dessa inte nödvändigtvis måste vara historiska i den mening att de är från forna tider. Till exempel kan man ta upp en särskild bragd under ett lovtal för att understryka hur fantastisk personen i fråga är.
Poetiska paradigm innebär fiktiva exempel. Denna kan hämtas från filmen, skönlitteraturen, lyriken, teatern eller andra områden som gärna har hög igenkänningsfaktor hos åhörarna. Bland dessa ingår den viktiga kategorin ordspråk eller talesätt.
Liknelser kan användas i paradigmatiska argumentationer, men kan även ses som en trop (retorik).

## Paradigmets styrkor och svagheter
Paradigmatiska resonemang syns ofta i reklamsammanhang, på grund av sin förmåga att appellera till mottagarens känslor. Ett exempel på detta är välgörenhetsreklamer, som ofta väljer att exemplifiera det större generella behovet av resurser genom att visa t. ex. ett ensamt, svältande barn eller kanske en isbjörnsunge på ett smältande isflak.
Kritik mot exempelargumentets logik, som ofta är svag eller bristfällig, är dock välriktad. Fastän patosargumentation kan vara kraftfull temporärt, ger den ofta vika för starkare argument, som bättre håller i logisk eller vetenskaplig bemärkelse.